# فرشته‌ماهی گریفیس
فرشته‌ماهی گریفیس (نام علمی: Apolemichthys griffisi) نام یک گونه از سرده فرشته‌ماهیان دودی است.